# Ramón Nomar
Ramón Nomar (Caracas, 9 de enero de 1974) es un actor pornográfico venezolano-español asentado en Estados Unidos. Comenzó su carrera en la industria pornográfica en torno a la edad de 23, y ha trabajado con productoras de cine pornográfico como Reality Kings, Brazzers, Evil Angel y New Sensation.
Nomar consiguió su primer papel con el director italiano Luca Damiano, quien organizó un casting en el Festival Internacional de Cine Erótico de Barcelona. Nomar finalmente triunfó en los Estados Unidos y en la industria europea. Él ha dicho en el pasado que no había estado a favor de la pornografía gonzo, a pesar de que no tenía ninguna objeción en aparecer en este tipo de producciones.

## Primeros años
Nomar nació en Caracas, Venezuela, donde pasó los primeros años de su vida. Su familia pronto se mudó a Barcelona, España, y él creció en La Coruña. Fue un niño inquieto y creativo, él mismo construyó su primera bicicleta, buscando repuestos en varios chatarreros. Desde temprana edad mostró renuencia a estudiar. La primera vez que vio pornografía fue en la escuela secundaria. A los 16 años, quería convertirse en actor porno y estaba fascinado por las películas de Rocco Siffredi. Empezó a trabajar en el departamento de eventos de La Coruña, donde colgaba carteles en la calle. También trabajo como mesero. Completó el servicio de nueve meses en la Armada de Islas Canarias. En 1994, a la edad de 21 años, comenzó a trabajar en un sex shop local, donde, además de administrar la tienda, también dirigió un peep-show durante un año.

## Carrera

### Inicios
En septiembre de 1995, Nomar viajó a Barcelona para el Festival Internacional de Cine Erótico, donde a los 23 años, ganó un casting organizado por el director italiano Luca Damiano. Los participantes debían tener sexo en un escenario del Poble Espanyol frente a una audiencia de alrededor de 2.000 espectadores. Dos semanas después, hizo su primera película con Luca Damiano: Cindy with Selen. Poco después, protagoniza la producción de José María Ponce Showgirls in Madrid (IFG, 1996) como Guanche junto a Nina Hartley (Julie Adams), Max Cortés (chino), Toni Ribas (Toni Navarro) y Hakan Serbes (Michel).
Al comienzo de su carrera, Nomar era conocido simplemente por su nombre de pila Ramón o Guevara. Luca Damiano lo eligió para sus películas pornográficas de alto presupuesto, incluido el papel de Juan el Bautista en el pastiche trágico de Oscar Wilde Salomé - Salomé (1997), Fucking Instinct (1997), The Night porter - Il Portiere di notte (1998), como Frank en una parodia del western de 1960 The Magnificent Seven : Rocco ei magnifici 7 (1998) y de la película de 1954 llamada Los siete samuráis : Rocco ei mercenari (1999) con Rocco Siffredi, en el papel del General Barras en Napoleone - Le Amanti dell'Imperatore (1998) con Roberto Malone y en el papel de Sergey Zodomir en la parodia de la película Anastasia: AnaXtasia - La principessa stuprata (1998).
Durante un tiempo, Nomar trabajó en espectáculos eróticos en el Salón de Fiestas Bagdad de Barcelona, donde saltaron a la fama artistas eróticos que habían llegado a ser mundialmente conocidos.

### Ascenso a la fama en Europa
En 1998, en el Festival de Cine Erótico de Cannes, Nomar recibió el premio Hot d'Or a la Mejor Revelación. En 1999 regresó a Cannes para otorgar un Lifetime Achievement Award por Hustler a Larry Flynt. Participó en sesiones de fotos, a menudo con Andrea Moranty y Toni Ribas. También apareció en las películas: Anita Dark Forever (1999) con Anita Dark, Gothix (2000) con Chipy Marlow y Nosferatu (2002) con Melinda Gale.
En dos ocasiones, en la categoría "Mejor actor español", Nomar fue distinguido con el Premio Ninfa en el Festival Internacional de Cine Erótico de Barcelona; en 2004 por el papel del legendario héroe de la lucha libre española "El Diablo" en la película de Sandra Uve The Sexual Code (616 DF: El diablo español vs. Las luchadoras del este, 2004) y en 2006 por el papel del guardabosques Miguel en la parodia de la película Pánico en el bosque de Pepe Catman (Mantis: O Bosque do Tesão, 2006) protagonizada por Roberto Chivas y Max Cortés. Narcís Bosch lo contrató para producir IFG como Lágrimas de esperma (2001), Sex Meat (2001), Mundo salvaje de Max (2001), Ruta 69 (2001), Kryminalne tango (Crazy Bullets , 2003), Hot Rats (2003), Café diablo (2006) y El escándalo de la princesa del pueblo (2011). Tras aparecer junto a Mick Blue en la producción española de Razorback The Gift (2006), fue galardonado con la estatuilla de Ninfa a la mejor película española y al mejor guion español (Roberto Valtueña), colaboró con estudios como Vidéo Marc Dorcel, Mario Salieri Entertainment Group y Private Media Group.
Nomar participó en la película porno feminista Five Hot Stories for Her (2007), por la que la directora Erika Lust recibió un premio en el Festival Internacional de Cine Erótico de Barcelona 2005. En el drama Wasteland (2012) apareció en la escena del club.
Del 1 al 4 de octubre de 2015 participó en el Salón Erótico en Barcelona con artistas como Nacho Vidal, Steve Holmes, Erica Fontes, Tiffany Doll, Franceska Jaimes y Carolina Abril. En junio de 2018 ganó el ranking del sitio web español 20minutos.es Guapo (letra R), superando a hombres de fama mundial como Rubén Cortada, Ryan Reynolds, Ryan Kelley, Ryan Guzman, Ricky Martin y Robert Lewandowski.
Del 9 al 11 de junio de 2017 participó en El Salón Erótico de Madrid (SEMAD) en Madrid junto a Silvia Rubí, Amirah Adara, Erica Fontes, Nacho Vidal y Carolina Abril.
El 8 de octubre de 2017, en la 25ª edición del Festival Internacional de Cine Erótico de Barcelona, Nomar recibió el premio en la categoría "Mejor Actor Internacional Saló Erotic de Barcelona (SEB)" con una camiseta con la inscripción Abuso sexual infantil: STOP protestando contra la pedofilia.
En diciembre de 2017 ocupó el noveno lugar en el ranking de Mis Actores Porno Favoritos, anunciado por el portal español 20minutos.es.
En mayo de 2019, en el pub erótico The Secret Garden de Medellín, en Colombia, Nomar realizó talleres sobre la industria del cine para adultos, organizados por la experiodista Amaranta Hank.
La carrera de Nomar continuó en Evil Angel, apareciendo en varias producciones: Rocco Never Dies - The End (1998) dirigida por Rocco Siffredi, una película dirigida al estilo gonzo. Christoph Clark - Christoph's Beautiful Girls 4 (2002) en una escena grupal, Euro Angels Hardball 17: Anal Savants en una escena de gang bang con Sandra Romain, Beautiful Girls 4 (2002) y Euro Angels Hardball 17: Anal Savants (2002) y Kink producciones.com - en escenas sadomasoquistas como sumisión, garganta profunda, rimming, eyaculación femenina, fisting anal y vaginal, gang bang, bukkake, escupidas y bofetadas.

### Transición a Estados Unidos
Después de trabajar en Europa durante doce años, en diciembre de 2010, debido a la difícil situación económica de España, Nomar se mudó a Los Ángeles. Empezó a viajar con su amigo Nacho Vidal a California, donde participó en producciones gonzo como Slutty & Sluttier 12 (2010) de Manuel Ferrara o Belladonna: Manhandled 4 (2011) con Belladonna, y también colaboró con productoras estadounidenses como Wicked Pictures, Reality Kings, New Sensations, Digital Playground, Evil Angel, Brazzers, Hard X, Kink, Porndoe Premium o Elegant Angel.
Debido al acento español de Nomar, el director Jordan Septo lo eligió para el papel del protagonista principal Zorro, creado por el escritor Johnston McCulley, quien se basó en la figura del histórico forajido californiano Joaquín Murieta en su parodia porno Zorro. XXX: A Pleasure Dynasty Parody (2012). El elenco también incluía a Tommy Gunn (Don Rafael), Lacie James (Teresa), Gracie Glam (Elena), Vicki Chase (Lolita), Tasha Reign (Teresa), Jynx Maze (Selena), Brooklyn Lee (María), Tom Byron (Don Diego) y Alec Knight (Capitán Love). La película ganó el premio NightMoves a la mejor parodia dramática y fue nominada a un premio AVN y un premio XBIZ.
Joanna Angel lo eligió para el papel del monstruo en el pastiche de Burning Angel's Fuckenstein (2012), por el cual fue nominado a un premio AVN en la categoría "Mejor escena de sexo de doble penetración" con James Deen y Joanna Angel. La película recibió el premio Industry AltPorn Award en la categoría "Mejor video largometraje". También actuó como el vecino en la parodia del manga shōnen llamado Naruto creado por Masashi Kishimoto - Comic Book Freaks and Cosplay Geeks (2015), dirigida por Joanna Angel con Annie Cruz y Wolf Hudson. En una parodia de la obra de Arthur Miller The Crucible (The Crucible: Parody Gangbang , 2016), dirigida por Maitresse Madeline Marlowe, interpretó el personaje de un clérigo.
El 23 de enero de 2016 en el Hard Rock Hotel & Casino de Las Vegas, fue nominado a nueve premios AVN en las categorías: estrella porno favorita, mejor escena de sexo chico/chica, mejor escena de sexo con doble penetración, mejor escena de sexo en grupo, intérprete del año y escena de sexo más escandalosa. Sus compañeros de pantalla favoritos fueron Adriana Chechik, Bonnie Rotten y Dani Daniels.
Fue nombrado sexto en la lista "Pornstars 2017" de Adult Entertainment Broadcast Network, octavo en "Summer 2019 Pornstars" de AEBN e ingresó al "Tres de oro" en la lista "2020 Pornstars" de AEBN.
Nomar fue una de las estrellas de TheUpperFloor Evil & Hot Halloween Orgy (2017), que fue nominado al premio AltPorn al Mejor Video Gonzo. También apareció en parodias porno de Axel Braun: Deadpool (2018) como Punisher, Captain Marvel (2019) como Chrell y Black Widow (2021) como Taskmaster. En Evil Tiki Babes (2020) de Joanna Angel, que ganó el Premio AVN al mejor guion, fue camarero en el club Cannibal Cult.
En 2020, Nomar presentó sus películas en la red social OnlyFans, consiguiendo una gran cantidad de suscriptores, protagonizó junto a Rebel Lynn la producción de A Little R&R with Rebel & Ramon (2021). El 15 de enero de 2021, fue honrado en los Premios Xbiz 2021 en Los Ángeles en la categoría "Artista del año". Participó por primera vez en una escena transexual en la producción de Evil Angel Aubrey Kate Is Ramon Nomar's Nomar's First TS (2021), codirigió con Chris Streams. En 2021 debutó como director en la producción de Evil Angel llamada TransInternational: Los Ángeles con Wolf Hudson y Joanna Angel, luego dirigió TransInternational Las Vegas, protagonizada por Pierce Paris.

## Otros proyectos
A partir de los dieciséis años, Nomar se apasionó por los deportes acuáticos como el surf y la pesca submarina, usó su financiación adicional para el entrenamiento de surf, y participó en competencias de surf.
Nomar completó un curso de actuación en la Escuela Stella Adler en Los Ángeles. Sus fotos aparecieron en la revista femenina estadounidense Playgirl en agosto de 1999 y para Suze Randall en noviembre de 2000.
El 2 de marzo de 2015, en el Hollywood Roosevelt Hotel en Hollywood Boulevard, Hollywood, Nomar fue la estrella durante la promoción del libro autobiográfico de Patricia Velásquez titulado Straight Walk: A Supermodel's Journey To Finding Her Truth. El 11 de octubre de 2016, se publicó el libro Future Sex de Emily Witt, en el que también Nomar es mencionado.
En la comedia Original Sin (2018) actuó como reportero de noticias.

## Vida personal
Nomar estuvo en una relación con la actriz porno húngara Rita Faltoyano. Se casó con la actriz porno estadounidense Madelyn Marie y posteriormente se separaron. También fue acusado de abusos.
El 11 de enero de 2017, Nomar, junto con el director de cine porno Tony T., presentaron una demanda en la Corte Suprema de Los Ángeles por difamación relacionada con las acusaciones de la estrella porno Nikki Benz, quien el 20 de diciembre de 2016 anunció a través de redes sociales que después de la grabación de Brazzers de la película Nikki Goes Bananas y la escena de sexo (desde del 19 de diciembre) fue agredida sexualmente. Tony T. y Nomar sostienen que las acusaciones eran falsas.

## Filmografía selecta
- Day Dreams (2004)
- Mantis (2006)
- Incontri Peccaminosi con Elizabeth Maciel (2008)
- Ass Trap (2008)
- Play with Me (2009)
- Bad Girls (2009)

## Premios
- 1998 Hot d'Or Award – Mejor Nuevo Actor
- 2004 Premio Ninfa – Mejor Actor español (616DF - El Diablo español vs las luchadoras del este)[85]
- 2006 Premio Ninfa – Mejor Actor Español (Mantis)[86]
- 2012 Premio AVN – Mejor Escena de Sexo de Grupo (Asa Akira Es Insaciable 2) con Asa Akira, Erik Everhard, Toni Ribas, Danny Mountain, Jon, Broc Adams Y John Strong[87][88]
- 2013 Premio AVN – Mejor Doble Penetración Escena de Sexo (Asa Akira Es Insaciable 3) con Asa Akira & Mick Blue[89]
- 2013 Premio AVN – Mejor Escena de Sexo de Grupo (Asa Akira Es Insaciable 3) con Asa Akira, Erik Everhard Y Mick Blue[89]
- 2013 Premio AVN – Mejor de Tres vías Escena de Sexo (B/B/G) (Lexi) con Lexi Belle & Mick Blue[89]
- De 2013 a xbiz Award – Mejor Escena - Película (Páramo) con Lily Carter, Lily Labeau, Mick Blue, David Perry Y Toni Ribas[90][91]
- 2014 Premio AVN – Mejor de Tres vías Escena de Sexo (B/B/G) (Anikka) con Anikka Albrite Y James Deen[90][92]
- 2015 del Premio AVN – Mejor Escena de Sexo de Grupo (Gangbang Mí) con A. J. Applegate, John Strong, Erik Everhard, el Señor Pete, Mick Blue, James Deen, y Jon Jon[93]
- 2015 del Premio AVN – Mejor de Tres vías Escena de Sexo (B/B/G) (Allie) con Allie Haze & Mick Blue[93]